# A Quiet Place: Day One
A Quiet Place: Day One (Un lugar en silencio: Día uno en Hispanoamérica y Un lugar tranquilo: Día 1 en España) es una película de terror estadounidense, dirigida por Michael Sarnoski, a partir de un guion que coescribió con Jeff Nichols, basado en una historia original de John Krasinski. Es una precuela derivada y la tercera entrega general de la serie de películas A Quiet Place. La película está protagonizada por Lupita Nyong'o, Joseph Quinn y Alex Wolff, con Djimon Hounsou retomando su papel de A Quiet Place Part II (2020). 
La película fue estrenada en cines el 28 de junio de 2024.

## Sinopsis
Antes de la primera película, una mujer llamada Sam debe sobrevivir a una invasión en la Ciudad de Nueva York por criaturas alienígenas sedientas de sangre con audición ultrasónica.

## Argumento
En el inicio de la película, se revela un texto en el que la ciudad de Nueva York emite 96 decibeles por hora. 
Sam, una paciente con cáncer terminal y pesimista, vive en un hospicio en la ciudad de Nueva York con su gato de servicio, Frodo. Un día, Reuben, un cuidador, convence a Sam, que se muestra reacia, de que se una a una excursión grupal para ver un espectáculo de marionetas en Manhattan. Mientras están en la ciudad, el grupo nota que caen del cielo objetos parecidos a meteoritos. Poco después, unas criaturas atacan a la multitud reunida y a los transeúntes. Una criatura golpea a una ambulancia ruidosa y la explosión deja a Sam inconsciente.
Sam se despierta más tarde dentro del teatro de marionetas  con Frodo y otros sobrevivientes, entre ellos Henri, que le hace señales para que se quede callada. Unas horas más tarde varios helicópteros UH-60 Black Hawk del Ejercito de los Estados Unidos emiten avisos que advierten a los civiles que deben permanecer en silencio y ocultos hasta que las autoridades puedan rescatarlos. Sam es testigo de cómo los F-18 Super Hornet de la Armada  bombardean y destruyen los puentes que conducen a Manhattan, impidiendo que las criaturas abandonen la isla. Uno de los supervivientes comienza a entrar en pánico y Henri lo mata accidentalmente mientras intenta mantenerlo en silencio.
La red eléctrica se corta esa noche, lo que hace que el generador de emergencia del edificio se active ruidosamente. Reuben lo apaga, pero atrae a una criatura que lo mata al escuchar su camisa rasgarse. Una angustiada Sam toma a Frodo y se va a Harlem. El Ejército anuncia que se está preparando para evacuar a los civiles en bote desde el puerto marítimo de South Street, ya que las criaturas no pueden nadar. Grupos de personas comienzan a salir de los edificios hacia el punto de evacuación, pero el volumen de su movimiento abarrotado alerta a las criaturas, que los atacan y provocan una estampida. Sam huye en la dirección opuesta y se separa de Frodo.
Eric, un estudiante de derecho inglés, escapa de una estación de metro inundada y se encuentra con Frodo, a quien sigue hasta Sam. Ella intenta convencer a Eric de que vaya al sur, al punto de evacuación, pero Eric, en estado de shock, sigue a Sam hasta su apartamento. Mientras están allí, Eric se entera de que Sam solía escribir poesía. A la mañana siguiente, Sam se va sola a Harlem, pero Eric la encuentra y continúan su viaje juntos. Sam alerta accidentalmente a las criaturas y huyen hacia un metro inundado. Sin otra salida, la pareja se ve obligada a vadear las aguas profundas, y finalmente despierta a una criatura latente que los persigue, pero se ahoga mientras escapan.
La pareja termina en una iglesia en ruinas y, mientras Sam descansa, Eric se aventura solo a conseguir analgésicos en una farmacia. Luego rescata a Frodo de un sitio de construcción y descubre un grupo de criaturas lideradas por una más grande que se alimenta de los restos de una cápsula orgánica con forma de huevo. Sam le dice a Eric que, cuando era niña, solía ver a su difunto padre tocar jazz en un club de Harlem y que luego comía pizza con él en Patsy's, algo que Sam siempre quiso hacer antes de morir. Eric cumple el deseo de Sam llevándola al club, recogiendo pizza de otra tienda y realizando un truco de magia con cartas para animarla.
Eric y Sam ven un barco en el río, lleno de sobrevivientes que escapan de Manhattan. Mientras los dos se van juntos, las criaturas empiezan a congregarse a lo largo de la orilla. Sam le da a Eric su chaqueta y a Frodo, y luego sale corriendo para distraer a las criaturas rompiendo las ventanillas de los autos. Como resultado, se activan las alarmas de los autos, que atraen a las criaturas lejos de la costa. Mientras tanto, Eric y Frodo saltan al agua y Henri los sube a un barco. Eric encuentra entonces una nota en la chaqueta escrita por Sam, diciéndole que cuide de Frodo y agradeciéndole por recordarle que debe vivir.
(Spoiler)
Mientras camina por una calle desierta, Sam escucha la grabación de "Feeling Good" de Nina Simone en su iPod conectado a un reproductor de música que encontró. Aceptando su muerte, sonríe mientras desenchufa sus auriculares del reproductor y deja que la música suene a todo volumen, lo que hace que una criatura aparezca de repente detrás de ella.

## Reparto
- Lupita Nyong'o como Sam,[2]una ex poeta y paciente terminal de cáncer.
- Joseph Quinn como Eric,[2]un estudiante de derecho inglés.
- Alex Wolff como Reuben,[3]un trabajador de cuidados paliativos.
- Djimon Hounsou como Henri, un sobreviviente[4]
- Eliane Umuhire como Zena, la esposa de Henri.
- Nico & Schnitzel como Frodo, el gato de Sam.

## Producción

### Desarrollo
En noviembre de 2020, Paramount Pictures anunció que una película derivada ambientada en el universo de A Quiet Place, con Jeff Nichols como escritor / director, basada en una historia original de John Krasinski. Krasinski también se desempeñará como productor junto a Michael Bay, Andrew Form y Brad Fuller. La película es una coproducción entre Paramount Pictures, Sunday Night Productions y Platinum Dunes. En mayo de 2021, Krasinski anunció que el guion estaba completo y enviado al estudio. Sin embargo, en octubre del mismo año, Nichols renunció como director citando diferencias creativas; mientras que se informó que el estudio estaba buscando rápidamente un reemplazo. En enero de 2022, Michael Sarnoski fue anunciado como director y también completará una reescritura del guion. En abril de 2022 en CinemaCon, el título de la película se anunció oficialmente como A Quiet Place: Day One.

### Casting
El casting de Lupita Nyong'o y Joseph Quinn se informó en noviembre de 2022. Alex Wolff fue elegido en enero de 2023. En marzo de 2023, se reveló que Djimon Hounsou repetiría su papel de A Quiet Place Part II.

### Rodaje
La fotografía principal comenzó el 6 de febrero de 2023 en Londres.

## Estreno
Originalmente, la película estaba prevista para estrenarse el 31 de marzo de 2023,luego fue pospuesta para el 22 de septiembre de 2023 y luego al 8 de marzo de 2024; el estreno definitivo fue el 28 de junio de 2024.